# Hechingen Ladies Open 2013
L'Hechingen Ladies Open 2013 è stato un torneo di tennis facente parte della categoria ITF Women's Circuit nell'ambito dell'ITF Women's Circuit 2013. Il torneo si è giocato a Hechingen in Germania dal 5 all'11 agosto 2013 su campi in terra rossa e aveva un montepremi di $25,000.

## Vincitrici

### Singolare
Carina Witthöft ha battuto in finale  Laura Thorpe con il punteggio di 6–1, 6–4

### Doppio
Barbora Krejčíková /  Kateřina Siniaková hanno battuto in finale  Laura-Ioana Andrei /  Laura Thorpe con il punteggio di 6–1, 6–4